# E.Leclerc

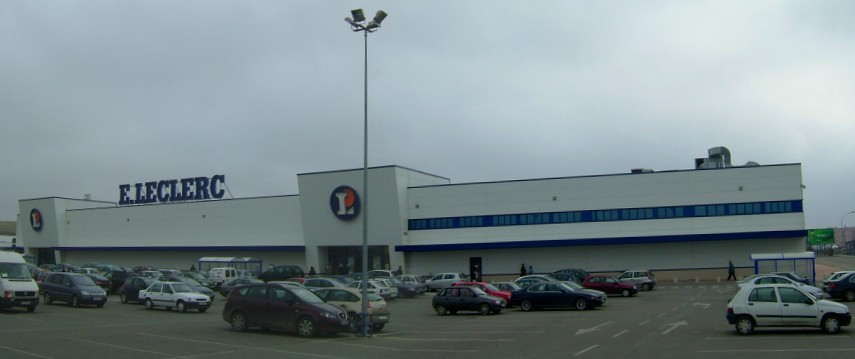
Hipermercado E.Leclerc de Miranda de Ebro.

E.Leclerc é uma rede francesa de hipermercados. Está presente em vários países europeus, tais como Portugal, Espanha e França.
Principiou em Portugal, em Braga na freguesia de S. Vicente, ficando globalmente conhecido pelos bolos popularmente conhecidos por moletinhos.

## E.Leclerc em Portugal
Existem 21 hipermercados E.Leclerc em Portugal, sendo que destes 12 estão situados na Região do Norte onde a marca tem feito a sua maior aposta. 

#### Hipermercados E.Leclerc em Portugal
- Amora (Seixal)
- Barcelos
- Bobadela (Loures)
- Braga
- Caldas da Rainha
- Chaves
- Chaves Express
- Entroncamento
- Fafe
- Vila Nova de Famalicão
- Santa Maria da Feira
- Figueira da Foz
- Lamego
- Lordelo (Guimarães)
- Lousada
- Montijo
- Portalegre
- Santarém
- São Domingos de Rana (Cascais)
- Valongo
- Viana do Castelo